# 十三里桥乡
十三里桥乡，是中华人民共和国河南省信阳市浉河区下辖的一个乡镇级行政单位。

## 行政区划
十三里桥乡下辖以下地区：
十三里桥村、汤庙村、晏庙村、青石桥村、莲花塘村、叶湾村、叶桥村、何湾村、强湾村、肖家庙村、黄湾村、学堂岗村、左利村、小庙村和寺河村。